# Alumel
Alumel är en legering bestående av
- nickel ca 95 %
- aluminium 5 %
- magnesium, spår
- kisel, spår

Färgen är silvervit, smältpunkt 1 455 °C, kokpunkt 2 730 °C.
Användes för termoelement, främst tillsammans med chromel. Kombinationen alumel/chromel är användbar inom temperaturområdet –200 – 1 200 °C.
Elektromotorisk kraft är 41 µV/°C.